# Gaza Daily
Gaza Daily est un service radio d'urgence lancé par la BBC News Arabic en réponse au conflit en cours dans la bande de Gaza pendant la guerre entre Israël et le Hamas pour « fournir aux auditeurs de Gaza les dernières informations et les derniers développements ainsi que des conseils de sécurité sur l'accès aux abris, à la nourriture et à l'eau ».